# Čadinje
Čadinje (en serbe cyrillique : Чадиње) est un village de Serbie situé dans la municipalité de Prijepolje, district de Zlatibor. Au recensement de 2011, il comptait 304 habitants.

## Démographie

### Évolution historique de la population
| 1948 | 1953 | 1961 | 1971 | 1981 | 1991 | 2002 | 2011 |
| ---- | ---- | ---- | ---- | ---- | ---- | ---- | ---- |
| 207  | 217  | 212  | 267  | 342  | 255  | 267  | 304  |

|  |